# Rubroboletus rhodoxanthus
Il boleto rosseggiante (Rubroboletus rhodoxanthus (Krombh.) Kuan Zhao & Zhu L. Yang, 2014) è un fungo basidiomicete della famiglia delle Boletaceae dalla livrea brillante, caratterizzato dal contrasto tra il colore del cappello, bianco con bordo rosa, e l'intenso colore rosso-sangue dei pori.

## Etimologia
Dal greco rhódon = rosa e xanthós = giallo, cioè roseo e giallo, per il colore del cappello.

## Descrizione della specie

### Cappello
6–20 cm, prima emisferico, poi convesso, carnoso.
Cuticoladi colore biancastro, con sfumature rossastre più marcate al margine, alla pressione vira al giallo-bruno, leggermente feltrata, tomentosa, poi liscia.

### Tubuli
Corti, giallo-verdi, poi blu-verdi al tocco.

### Pori
Piccoli, arrotondati, da giallastri a rosso-arancio a rosso sangue, al tocco virano al blu-verdastro.

### Gambo
6-12 x 3–5 cm, cilindrico o leggermente ingrossato alla base, color giallo vivo all'apice, rossastro alla base, ricoperto da un sottile reticolo rosso che lascia intravedere, soprattutto nella parte apicale, il contesto giallo vivo, si macchia di bluastro al tocco.

### Carne
Compatta, soda, di colore giallo-limone o giallo-oro, al taglio vira intensamente al bluastro solo nel cappello, nel gambo rimane immutabile.
- Odore: fruttato.
- Sapore: dolce.

### Caratteri microscopici
Spore
10-16 x 4-6 µm, bruno-oliva in massa, gialle al microscopio, lisce, ellissoidali, fusiformi, con debole depressione soprailare,.

## Distribuzione e habitat
Cresce nei boschi di latifoglia (Castanea sativa, Quercus ilex), in terreno neutro o debolmente acido, da giugno a settembre.

## Commestibilità
Tossico, anche se incostante.

Varia sensibilmente a seconda del substrato di crescita.
L'avvelenamento è talvolta di lieve entità, al punto da passare inosservato.

## Tassonomia

### Sinonimi e binomi obsoleti
- Boletus purpureus var. rhodoxanthus
- Boletus rhodopurpureus var. rhodoxanthus (Krombh.) Bon, Documents Mycologiques 15(no. 60): 38 (1985)
- Boletus sanguineus var. rhodoxanthus Krombholz

### Specie simili
Può essere confuso con:
- Imperator rhodopurpureus, anch'esso velenoso, che ha sul cappello tonalità rossastre omogenee, senza sfumature biancastre e la carne virante intensamente al bluastro in tutte le sue parti e non solo nel cappello come avviene nel Boletus rhodoxanthus.
- Rubroboletus satanas, che ha carne giallo pallido, che vira all'azzurro con la stessa intensità nel gambo e nel cappello, l'odore cadaverico e il gambo di solito più ingrossato alla base.